# Margit Fussi
Margit Fussi (* im 20. Jahrhundert in Baden bei Wien) ist eine österreichische Organistin und Pianistin.

## Werdegang
Fussi studierte Konzertfach Klavier an der Musikuniversität in Wien (damals Akademie für Musik und Darstellende Kunst) bei Grete Hinterhofer und Josef Dichler. Nach ihrer Diplomprüfung studierte sie Liedbegleitung bei Robert Schollum und Erik Werba. Zusätzlich studierte sie Orgel am Diözesankonservatorium Wien bei Maximilian Frischmann. 1969 wurde sie  als Solokorrepetitorin an der Gesangsabteilung der Musikuniversität in Wien angestellt.
Von 1985 bis 1998 war sie Assistentin in der Liedklasse von Kurt Equiluz. Seit 1998 ist sie in der Liedklasse Robert Holl tätig. Als Solistin, Liedbegleiterin, Organistin und Cembalistin trat sie in Europa und Übersee  in Konzerten auf. Als Liedbegleiterin wurde sie als Pianistin zu zahlreichen Meisterkursen eingeladen (Hans Hotter, Kim Borg, Ileana Cotrubas, Elly Ameling, Graziella Sciutti, Robert Holl, Kurt Equiluz, Ildiko Raimondi).
Seit 1996 wurde sie regelmäßig als Dozentin für Liedbegleitung u. a. in Japan, Korea und Schweden engagiert. In ihrer Heimatgemeinde Baden ist sie seit 1962 Hauptorganistin in der Stadtpfarrkirche St. Stefan.

## Auszeichnung
- Goldenes Ehrenzeichen des Landes Niederösterreich (24. Juni 2025)[4]